# Cmentarz żydowski w Jutrosinie
Cmentarz żydowski w Jutrosinie – kirkut w Jutrosinie powstały w XIX wieku.
Na jego terenie mieścił się murowany budynek, być może ohel albo dom przedpogrzebowy. Ostatni pogrzeb odbył się w 1932. Kirkut mieści się za miastem, przy szosie do Zmysłowa. Został zdewastowany przez hitlerowców w czasie II wojny światowej a także w latach powojennych. Obecnie teren jest nieużytkowany i porośnięty roślinnością, brak macew.